# Kontula
Kontula (Zweeds: Gårdsbacka) is een station van de metro van Helsinki.
Het station, dat geopend is op 21 oktober 1986, ligt bovengronds. Het is het tweede station op de noordelijke aftakking en ligt 1,4 kilometer ten noorden van het metrostation van Myllypuro. 1,6 kilometer naar het oosten ligt het eindpunt van de lijn Mellunmäki.
Kivenlahti · 
Espoonlahti · 
Soukka · 
Kaitaa · 
Finnoo · 
Matinkylä ·
Niittykumpu ·
Urheilupuisto ·
Tapiola ·
Aalto-yliopisto ·
Keilaniemi ·
Koivusaari ·
Lauttasaari ·
Ruoholahti ·
Kamppi ·
Rautatientori ·
Helsingin yliopisto ·
Hakaniemi ·
Sörnäinen ·
Kalasatama ·
Kulosaari ·
Herttoniemi ·
Siilitie · 
Itäkeskus
Noordelijke tak:
Myllypuro ·
Kontula ·
Mellunmäki
Oostelijke tak:
Puotila ·
Rastila ·
Vuosaari
- Library of Congress Control Number: n2003096406
- Nationale Bibliotheek van Israël: 987007482557305171
- Virtual International Authority File: 138574914